# Expansão SP
O Expansão São Paulo (ou Expansão SP) foi um projeto de modernização e expansão no transporte público da Região Metropolitana de São Paulo, envolvendo tanto o setor ferroviário, como o rodoviário, na implementação de novas malhas, modernização e segurança nos serviços prestados. Sendo construído desde 2007 na Região Metropolitano de São Paulo, além de Campinas, Baixada Santista e Vale do Paraíba. Era considerado o projeto mais importante do governo de José Serra,[carece de fontes?] mas sua execução se estendeu pelos governos sucessores, com atrasos e cortes do CMSP, EMTU e CPTM.
O projeto trouxe inovações com a adoção do Metrô Leve, que é considerado mais barato e de fácil adaptação à cidade, já que o trem é menor e corre em superfície sem a necessidade de muros, podendo ter áreas de lazer ao longo do percurso, e complementado por corredores expressos de ônibus convencionais ou elétricos – trólebus.
Estimava-se que com a efetivação do plano o número de usuários do sistema metroferroviário aumentaria cerca de 55% na região metropolitana de São Paulo. Outro fator relevante seria a diminuição do tempo dos trajetos em aproximadamente 25%, o que pode se traduzir em mais de uma hora, a menos, durante todo um percurso.

## Medidas implementadas

### Novos trens
A ideia inicial era que, a partir de 2007, houvessem 107 novos trens para o transporte metroferroviário. Segundo o Governo do Estado de São Paulo, 60 trens foram adquiridos para o Trem Metropolitano e 47 para o Metrô, sendo distribuídos da seguinte forma:
- CPTM: 20 para a Linha 9–Esmeralda; 20 para a Linha 7–Rubi; 20 para a Linha 12–Safira.
- CMSP: 16 trens Frota G para a Linha 2–Verde; 10 Frota H para a Linha 3–Vermelha; 7 Frota H para a Linha 1–Azul; e 14 para a 1.ª fase da Linha 4–Amarela.

Além dos 107 já confirmados, houve, ainda, a aquisição de mais trens graças à PPP (Parceria Público-Privada), com iniciativa da CPTM, para a fabricação de 24 novos trens, além da modernização de outros doze (trem série 5.000) que renovariam a frota da Linha 8–Diamante. A empresa também realizou financiamentos para a aquisição de outras nove composições para a Linha 11–Coral. O Metrô, por sua vez, licitou a compra de 26 trens para a Linha 5–Lilás, além de mais 15 trens para a segunda fase da Linha 4–Amarela.[carece de fontes?]

### Infraestrutura
Em relação às questões de infraestrutura, o Plano Expansão São Paulo tem também investiu na modernização da sinalização do transporte sobre trilhos no intuito de acelerar a circulação dos trens e, consequentemente, aumentar o número de viagens. Com a implantação dos novos sistemas, a distância entre os trens em circulação, que hoje é de 450 metros na CPTM e 150 metros no Metrô, iria cair, em ambos, para 15 metros.[carece de fontes?]
Dos 240 km "com qualidade de metrô" (exceto pelo intervalo entre os trens, ainda maior que nas linhas de metrô), 160 km são linhas da CPTM. A exemplo, a Linha 9–Esmeralda (Osasco-Grajaú) que ganhou 8,5 km de novas vias, quatro novas estações (Jurubatuba, Autódromo, Primavera–Interlagos e Grajaú) e doze novos trens, já quase se enquadra nesse perfil. A partir de 2011, a primeira fase da Linha 4–Amarela do Metrô, com 12,8 km, foi entrando, gradualmente, em operação, com as estações Luz, República, Paulista, Faria Lima, Pinheiros e Butantã. Quatorze trens, de início, serviam a Linha 4–Amarela. Já na 2ª fase, foramccolocados mais quinze trens. A Linha 5–Lilás (Capão Redondo-Largo Treze) ganhou uma nova estação, a Adolfo Pinheiro.
A Linha 2–Verde do Metrô que se estendeu por mais 1,1 km com a inauguração da nova Estação Alto do Ipiranga, em junho de 2007, e, em 2010, o ramal foi até a Vila Prudente, com integração à Linha 10–Turquesa, na estação Tamanduateí, e com o Expresso Tiradentes, na Estação Sacomã. Até o final de 2009, de forma gradual, dezesseis novos trens passaram a operar na Linha 2–Verde.[carece de fontes?]
A implantação da futura Linha 6–Laranja (Brasilândia - São Joaquim) também estava no Plano com início, ainda, em 2010, e três estações da Linha 9–Esmeralda (Ceasa, Villa Lobos-Jaguaré e Cidade Universitária) passaram por uma reforma. Outras sete unidades dessa linha também já receberam adaptações de acessibilidade, como corrimões, pisos, sinalizações táteis e rota.[carece de fontes?]
No Trem Metropolitano de São Paulo, além da Linha 9–Esmeralda, Expresso Leste e Linha 12–Safira, a Linha 7–Rubi (Brás-Francisco Morato-Jundiaí) e o futuro Expresso ABC (Luz-Mauá), na Linha 10–Turquesa (Brás-Rio Grande da Serra), também iriam operar com padrão de serviço de Metrô de superfície. Para a Linha 7–Rubi estavam previstos 20 trens novos, substituição dos sistemas de sinalização para redução dos intervalos, além de obras civis de modernização e acessibilidade das estações. O Expresso ABC consiste num serviço expresso, em vias independentes do tráfego dos trens, que param em todas as estações – realizando um trajeto a partir do Centro de São Paulo, fazendo paradas na Luz e Brás, Tamanduateí e, depois, somente em São Caetano do Sul e Santo André, prosseguindo até Mauá.[carece de fontes?]
Melhorias significativas foram implementadas, também, para a Linha 12–Safira (Brás-Calmon Viana): cinco estações com qualidade de metrô - USP Leste, Comendador Ermelino, Jardim Helena-Vila Mara, Itaim Paulista e Jardim Romano, além de quinze trens totalmente reformados. Até 2010, vinte trens novos entrariam em operação. As demais estações também seriam modernizadas mantendo o mesmo padrão das inauguradas até então.[carece de fontes?]

## Futuros projetos de expansão da rede
Ao todo, vinte e oito trens reformados foram entregues à CPTM. O Metrô também preparou a contratação da reforma de 98 trens: 51 para a Linha 1–Azul e 47 para a Linha 3–Vermelha; desses, 8 seriam entregues até 2010.[carece de fontes?]

### Aeroporto de Congonhas
O Aeroporto de Congonhas teria acesso garantido através do “Monotrilho”, partindo da Estação Congonhas, com 1,8 km de extensão, prevista pra ser concluída até 2010, postergada posteriormente, para o 2º semestre de 2022; no entanto, mudanças de planos posteriores fizeram com que a 1ª etapa a ser construída fosse ligando a Estação Morumbi (Linha 9–Esmeralda) ao aeroporto, num trecho muito mais longo que o previsto inicialmente. Parte do primeiro trecho do monotrilho que vai de Vila Prudente a Oratório foi entregue em 2014. O trecho de Vila Prudente a São Mateus conta com 12,8 quilômetros no total, sendo entregue em 2019. O segundo trecho, de São Mateus à Hospital Cidade Tiradentes, teria 9,5 quilômetros. O percurso até Cidade Tiradentes deveria ser concluído até 2012, algo que ainda não ocorreu, atualmente com a previsão de dezembro de 2022. A capacidade média por dia, será em média de quatrocentos e cinquenta mil passageiros.[carece de fontes?]

### Baixada Santista
A ligação no litoral também estava programada. A primeira fase do SIM (Sistema Integrado Metropolitano da Baixada Santista) previu a construção de um trecho de 11 km de VLT (Veículo Leve Sobre Trilhos), com três terminais e estações de transferência, entre São Vicente e Santos, que permitem a integração com o sistema de transporte de Praia Grande, Mongaguá, Itanhaém e Peruíbe. O projeto inclui ainda a extensão da Av. Conselheiros Nébias ao terminal Valongo, outra da mesma avenida ao Ferry Boat (Ponta da Praia), ambas em Santos, além do trecho do terminal Barreiros ao bairro Samaritá, em São Vicente. Esse sistema seria integrado com as linhas de ônibus municipais e metropolitanas da Baixada Santista.[carece de fontes?]

### Guarulhos–São Paulo
Há um projeto de ligação através da Linha 19–Celeste, passando pela Sé, Pari, Vila Maria, em São Paulo, e pelo centro de Guarulhos, chegando ao Bosque Maia.

### Campinas, Hortolândia e Sumaré
Na Região Metropolitana de Campinas também foi prevista uma expansão, com o Corredor Metropolitano Noroeste, com 33 km de extensão, que interliga os municípios de Campinas, Hortolândia e Sumaré. Dez quilômetros, desse total, são de faixas exclusivas para a operação de ônibus. As obras do primeiro piscinão em Campinas, junto ao Terminal Metropolitano Prefeito Magalhães Teixeira, já foram concluídas. Também foram entregues as obras de ligação dos municípios de Hortolândia a Sumaré, o terminal de Americana, melhorias do viário e construção de passarelas na Av. Lix da Cunha. Até o final de 2010, o corredor também deveria ser ampliado para o trecho Sumaré-Americana.
Os novos terminais metropolitanos de Campinas e Hortolândia, a Estação de Transferência Anhanguera, além da reforma do terminal Monte Mor e melhorias no sistema viário, já propiciam viagens rápidas e seguras aos usuários. As obras foram realizadas sob a coordenação da Secretaria dos Transportes Metropolitanos e da EMTU/SP.

### Diadema - São Paulo (Brooklin)
O atual Corredor Metropolitano ABD (São Mateus - Jabaquara) da EMTU/SP ganhou 11 km de extensão, ligando aquela região à Zona Sudoeste da Cidade de São Paulo, com integração ao sistema da CPTM. A operação é feita através de trólebus (ônibus elétricos).

### Itapevi - São Paulo (Butantã)
Um corredor ainda está sendo feito nos municípios de Itapevi, Jandira, Barueri, Carapicuíba, Osasco e São Paulo, da sub-região Oeste da Região Metropolitana de São Paulo. O projeto tem o intuito de promover a integração das linhas de ônibus municipais, metropolitanas, trens e metrô. O traçado, de 33 km de extensão, inicia próximo ao Terminal Itapevi, junto à Estação Itapevi daquele município, e seguirá até a Estação Butantã, na capital paulista. 
As obras de reforma e ampliação do Terminal Rodoviário Urbano Vila Yara/Parque Continental causaram polêmica: Moradores da região queixaram-se da forma arbitrária que o projeto vinha sendo executado. Sem consulta aos locais e com absoluta ausência de diálogo, as obras implicaram na destruição de uma praça (um ícônico símbolo da Cidade de Osasco) e uma das poucas áreas verdes que ainda resistiam em meio ao concreto cinza e fuligens de automotores.[carece de fontes?]

## Investimentos
Estimava-se que até o final de 2010, o Governo do Estado de São Paulo investiria R$ 20 bilhões na CMSP, CPTM e EMTU. Os contratos firmados tanto o para Metrô, quanto para o Trem Metropolitano, reforçaram, também, os investimentos em manutenção. Juntas, eles receberiam quase R$ 1 bilhão para essa finalidade, o maior aporte de recursos do gênero já feito.[carece de fontes?]